# Гоплит рыжий
Гоплит рыжий (лат. Hoplitis fulva) — редкий вид пчёл-мегахилид (Megachilidae) из рода Hoplitis. Включён в Красную книгу Казахстана и Красную книгу Украины. Опылитель бобовых растений.

## Распространение
Встречается в степях и полупустынях Палеарктики. Европа, Кавказ (Армения, Азербайджан), Россия, Украина, Турция, Сирия, Казахстан, Монголия, Китай.

## Описание
Длина до 2 см. Основная окраска тела чёрная с опушением из светло-рыжих волосков. Взрослые особи летают в июне и июле, в год бывает одно поколение. Посещают цветки растений из семейства бобовые (Fabaceae): Dodartia orientalis, Delphinium camptocarpum, Astragalus lydius. Гнёзда устраивают из 6-15 ячеек (из пережеванных листьев) в готовых полостях в почве. Вид был впервые описан в 1852 году российским натуралистом Эдуардом Александровичем Эверсманом (1794—1860) по материалам из Оренбурга под первоначальным названием Osmia fulva Eversmann, 1852. Гоплит рыжий включается в подрод Alcidamea или видовую группу fulva group («Megalosmia») вместе с видами Hoplitis (Alcidamea) dorni Tkalcu, 1995, Hoplitis (Alcidamea) laboriosa  (Smith, 1878), Hoplitis (Alcidamea)mongolica  Wu, 1990, Hoplitis (Alcidamea) popovi  Wu, 2004, Hoplitis (Alcidamea) princeps  (Morawitz, 1872), Hoplitis (Alcidamea) pyrrhosoma  Wu, 1990.